# Okręg wyborczy Sutton Coldfield
Okręg wyborczy Sutton Coldfield powstał w 1945 r. i wysyła do brytyjskiej Izby Gmin jednego deputowanego. Okręg obejmuje północną część City of Birmingham.

## Deputowani do brytyjskiej Izby Gmin z okręgu Sutton Coldfield
- 1945–1955: John Mellor, Partia Konserwatywna
- 1955–1974: Geoffrey William Lloyd, Partia Konserwatywna
- 1974–2001: Norman Fowler, Partia Konserwatywna
- od 2001: Andrew Mitchell, Partia Konserwatywna